# Pelecia retusalis
Pelecia retusalis là một loài bướm đêm trong họ Noctuidae.